# Anfisa Pocikalova
Anfisa Pocikalova (ucraineană Анфіса Почкалова; n. 1 martie 1990, Liov, RSS Ucraineană, URSS) este o scrimeră ucraineană specializată pe spadă, laureată cu o medalie de bronz la Campionatul Mondial de Scrimă din 2009.
Studiază la Universitatea de Stat de Educație Fizică din Liov.

## Carieră
S-a apucat de scrimă sub îndrumarea Zorianei Savruk, apoi cu Andrii Orlikovski, care a pregătit-o și pe campioana olimpică Iana Șemiakina. În anul 2007 a cucerit o medalie de bronz la Campionatul European de cadeți de la Novi Sad, apoi, în anul următor, medalia de argint la Campionatul European de juniori de la Praga. În același an s-a alăturat lotului ucrainean de seniori, iar a luat parte la primul campionat mondial din carieră, la Beijing 2008, spada feminin pe echipe nefiind pe programul olimpic. Ucraina s-a clasat pe locul 13.
În anul 2009 a obținut o medalie de bronz la Campionatul Mondial de juniori de la Belfast. A fost în componenta echipei care a cucerit medalia de aur la Universiada de vară din 2009 de la Belgrad. A ajuns în semifinală la Campionatul Mondial de seniori după ce a trecut de campioana olimpică Britta Heidemann, dar a pierdut cu rusoaica Liubov Șutova și a rămas cu bronzul. A încheiat sezonul 2008-2009 pe locul 1 în clasamentul de juniori și pe locul 26 în clasamentul de seniori, cel mai bun din carieră până în prezent.
După aceste prime succese a traversat o perioadă mai grea. A luat parte la Jocurile Olimpice din 2012 de la Londra ca membră a echipei Ucrainei. Au fost învinse ușor de rusoaice în turul întâi și s-au aflat pe ultimul loc după meciurile de clasare. În sezonul 2012-2013 Pocikalova s-a întors în top 50, în special prin sfertul de finală de la Campionatul European. După un sezon 2013-2014 dezamăgitor, a cucerit la Legnano prima sa etapă de Cupa Mondială, după ce a învins-o în finală pe românca Ana Maria Brânză.

## Legături externe
- en  Prezentare Arhivat în 9 noiembrie 2014, la Wayback Machine. la Confederația Europeană de Scrimă
- en Anfisa Pocikalova la Olympedia.org